# 슈타인하임 원인

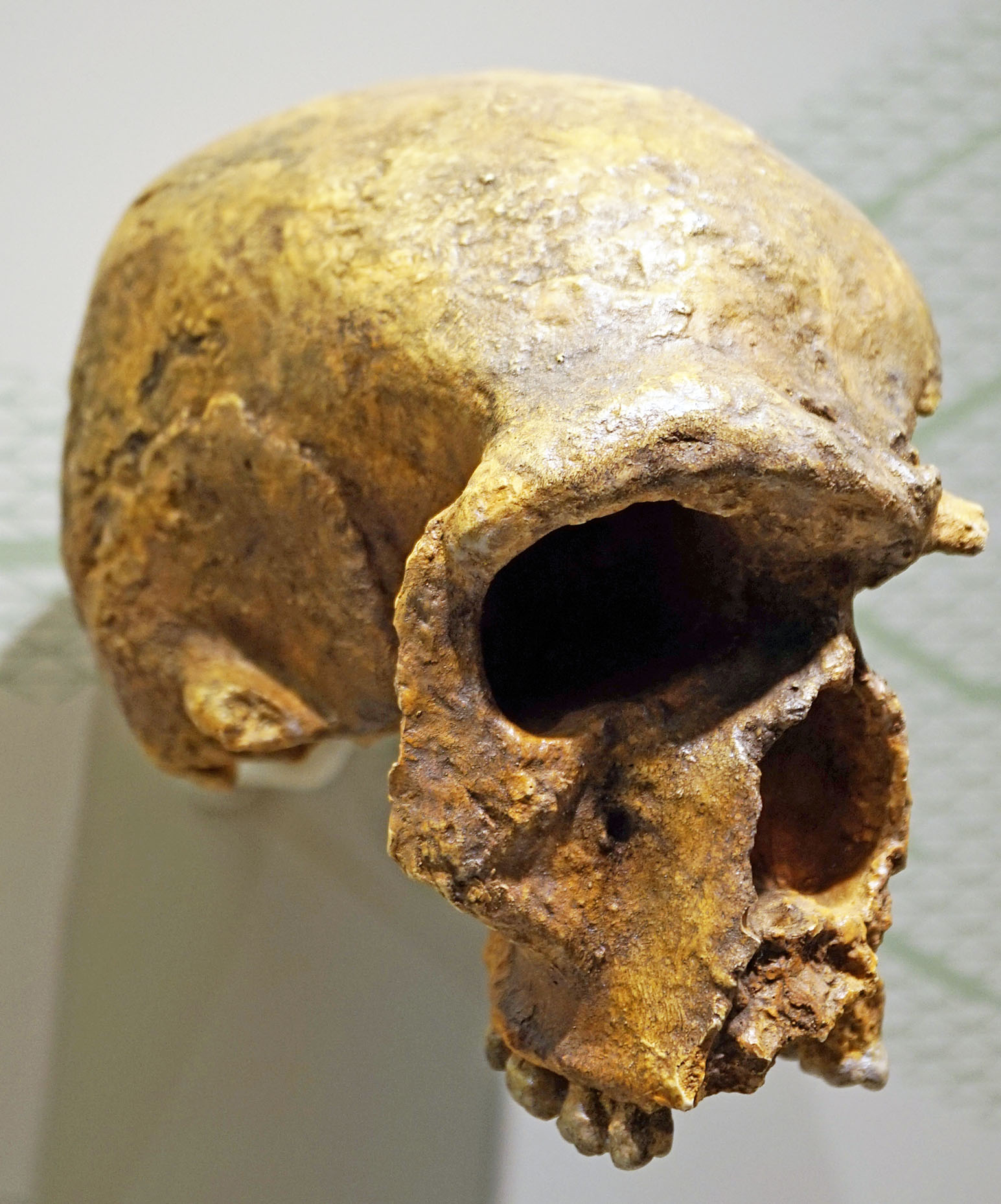

슈타인하임 원인(Steinheim 原人)은 1933년 독일의 슈투트가르트에서 발견된 호모 헤이델베르겐시스 계열의 화석인류이다. 네안데르탈인보다 현생 인류를 닮은 형태를 하고 있어 논란이 되었다. 약 30만년~20만년 전에 살았으며 네안데르탈인류의 선조로 본다.

## 특징
영국의 스완즈컴 원인이나 프랑스의 퐁테슈바드 원인보다는 두개골의 형태가 길고 납작했으며, 지층에 의해 눌려 오그라든 형태였다. 그러나 네안데르탈인보다 둥근 두뇌와 튀어나오지 않은 뒤통수, 덜 발달된 안와상융기 등이 특징이다. 네안데르탈인 이전의 인류임에도 보다 현생 인류를 닮은 점 때문에 논란이 되었다. 일부에서는 진보적인 특성 때문에 프리 사피엔스로 분류되기도 했다.
호모 에렉투스에서 네안데르탈인으로 넘어가는 과도기의 인종으로, 통상 호모 헤이델베르겐시스로 분류된다. 두뇌의 용량은 1100~1200cc였다.

## 같이 보기
- 스완즈콤 원인
- 호모 헤이델베르겐시스
- 호모 로데시엔시스
- 네안데르탈인